# Тери Круз
Тери Алан Круз (енгл. Terry Alan Crews; Флинт, 30. јул 1968) амерички је глумац, комичар и играч америчког фудбала. Постао је познат по улогама у стикомима Сви мрзе Криса и Бруклин 9-9, а касније се појављивао и у многим другим филмовима међу којима су Петак после петка, Идиократија, Случајно заједно и серијалу филмова Плаћеници. У филму Беле рибе је глумио Латрела Спенсера и његово извођење песме A Thousand Miles у филму је постало једна од најзанимљивијих сцена филма. Од 2019. године је водитељ емисије Америка има таленат и емисије Америка има таленат: Шампиони која је настала из ње. Једно време је био водитељ америчке верзије квиза Желите ли да постанете милионер?.
За време професионалне спортске каријере наступао је за Лос Анђелес рамсе, Сан Дијего чарџерсе, Вашингтон редскинсе, Рајн фајер и на Универзитету Западни Мичиген.